# Софийск (Ульчский район)
Софи́йск — село в Ульчском районе Хабаровского края. Административный центр и единственный населённый пункт одноимённого сельского поселения. Население по данным 2011 года — 890 человек.
Расположен на правом берегу реки Амур.

## История

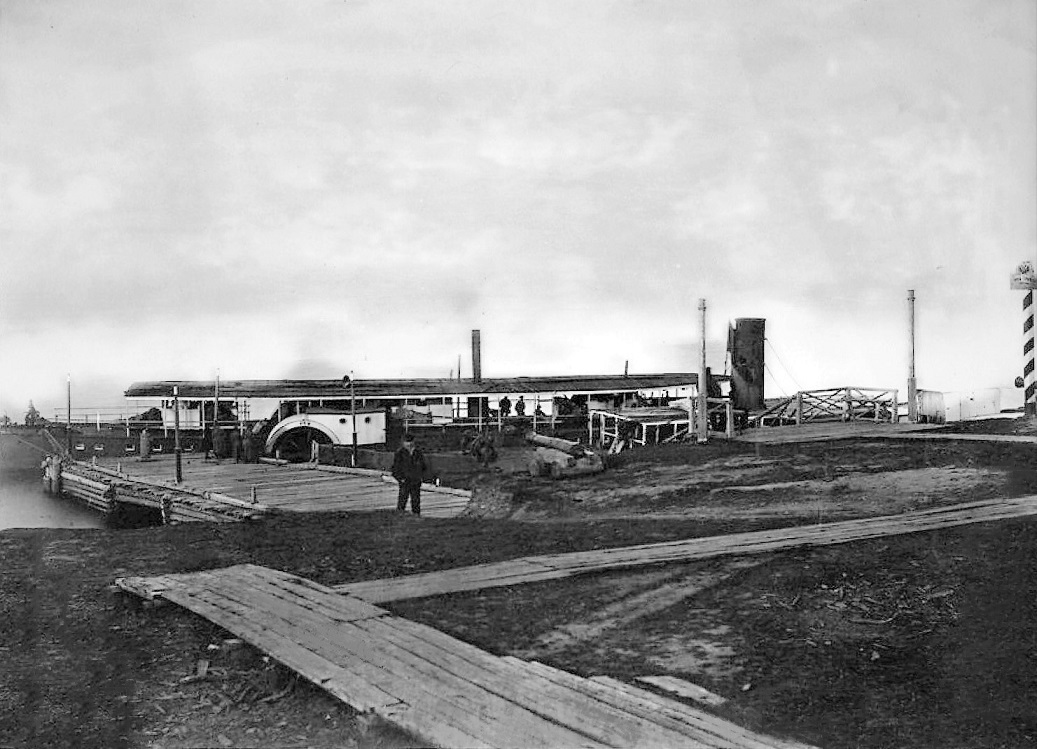
Софийск. Пристань. 1860-е. Фотография Владимира Ланина

Генерал-губернатор Восточной Сибири Н. Н. Муравьёв организовал с 1854 по 1858 год так называемые «амурские сплавы» крестьян, казаков и штрафных солдат на кораблях, лодках и плотах. По его предложению была создана «Амурская линия» — территория, предназначенная для заселения казаками.
В июле 1858 года у мыса Джай на Амуре он повелел основать поселение. Его намерением было проложить дорогу от Софийска до тихоокеанского побережья, вначале колёсную, а затем и железную к Александровскому посту (ныне поселок Де-Кастри). Софийск стал административным центром одноименного уезда и носил статус города до 1896 года, но почти не развивался и в 1897 году был переименован в селение.
В 1930-е годы был организован рыболовецкий колхоз, который затем закрыли.

## Население
| 1926 | 1992  | 2002  | 2010 | 2011 | 2012 | 2013 |
| ---- | ----- | ----- | ---- | ---- | ---- | ---- |
| 197  | ↗1300 | ↘1197 | ↘895 | ↘890 | ↘857 | ↘833 |
| 2014 | 2015  | 2016  | 2017 | 2018 | 2019 | 2020 |
| ↘801 | ↘792  | ↘761  | ↘735 | ↘719 | ↘692 | ↘655 |
| 2021 |       |       |      |      |      |      |
| ↘620 |       |       |      |      |      |      |